# Robert Joffrey
Robert Joffrey (de son vrai nom Abdullah Jaffa Anver Bey Khan) est un danseur, chorégraphe et directeur de ballet américain d'origine afghane, né à Seattle le 24 décembre 1930 et mort à New York le 25 mars 1988 et  connu pour ses ballets modernes très imaginatifs.

## Biographie
Il est né Anver Bey Abdullah Jaffa Khan, en 1930, à Seattle, dans l'État de Washington, d'un père pachtoune originaire d'Afghanistan et d'une mère italienne,.
Il est formé à la danse classique dans son enfance, à Seattle (un peu par hasard,  ce hasard ayant voulu qu'il y ait un studio de danse, à l'étage du restaurant ouvert par son père).
Il étudie ensuite à New York, à la School of American Ballet.
Puis il débute comme soliste en 1949 aux Ballets de Paris de Roland Petit. En 1952 puis en 1953, il présente ses premières chorégraphies au festival Jacob's Pillow Dance Festival, un festival créé par Ted Shawn.
Robert Joffrey ouvre une école en 1953, l'American Ballet Center. Il fonde le Joffrey Ballet de Chicago en 1956, dont il assure ensuite, jusque sa mort, la direction artistique. 
Avec l'aide de cette troupe, il va s'intéresser notamment à reconstituer des œuvres chorégraphiques historiques, dont la mémoire se perdait, notamment Le Sacre du printemps, créée en 1913 par Igor Stravinsky, dans une chorégraphie initiale de Vaslav Nijinski qui a marqué les esprits,. Son spectacle fait scandale à l"époque, avec des hurlements, des injures, des sifflets, dans le public, notamment à la première, le 29 mai 1913, au Théâtre des Champs-Élysées à Paris. Pour procéder à cette reconstitution, Robert Joffrey retrouve et contacte à Londres la personne qui était l'assistante de Vaslav Nijinski pendant les répétitions du Sacre. Puis il s'attache le concours d'une étudiante en histoire, Milicent Hudson, à Berkeley, qu'il réussit à convaincre de faire sa thèse sur le sujet de la chorégraphie initiale de cette pièce. Pendant sept ans, Milicent Hudson recherche à travers le monde, dans les musées, les bibliothèques, les collections privées, les éléments préparatoires, les partitions annotées, les croquis, les photos, et les descriptions du spectacle. Elle rencontre et questionne une dizaine de survivants des Ballets russes. Et son mari, Kenneth Archer, tente de retrouver les costumes, ainsi que les décors de Nicolas Roerich. Le 30 septembre 1987, à Los Angeles, puis au Festival internacional de Música y Danza de Grenade, une reconstitution de cette chorégraphie historique est jouée sur scène, sous la direction de Robert Joffrey s'appuyant sur les recherches de Milicent Hudson et Kenneth Archer.